# スタディオ・アルテミオ・フランキ (フィレンツェ)
スタディオ・アルテミオ・フランキ（イタリア語: Stadio Artemio Franchi）は、イタリア・トスカーナ州フィレンツェにある多目的スタジアム。ACFフィオレンティーナがホームスタジアムとして使用している。

## 概要
フィレンツェの東部カンポ・ディ・マルテ地区に位置し、周辺には陸上競技場のスタディオ・ルイージ・リドルフィやネルソン・マンデラ・フォーラム、野球場、室内プールなどが集まっている。
1931年9月13日、ACFフィオレンティーナ対FCアドミラ・ヴァッカー・メードリングの親善試合でスタジアムのこけら落としが行われ、当時は地元出身の政治家ジョヴァンニ・ベルタから取られたスタディオ・ジョヴァンニ・ベルタ（Stadio Giovanni Berta）と呼ばれていた。
第二次世界大戦後、スタジアム名はスタディオ・コムナーレ（Stadio Comunale）に改名され、UEFA欧州選手権1968や1990 FIFAワールドカップといった国際大会の舞台にもなった。1999年、元イタリアサッカー連盟会長のアルテミオ・フランキの名前を冠して、「スタディオ・アルテミオ・フランキ」と改名された。
スタジアムの収容人数は43,325人であるが、陸上トラックがあった名残から北スタンドと南スタンドの1層目は形状が楕円になっており、ピッチからも離れている。また、屋根付きのスタンドは西スタンドのみであり、他3つのスタンドは雨風に晒される。東スタンドにはマラトナ塔（torre di Maratona）と呼ばれるファシズム時代のモニュメントが現存しており、高さ75mを誇るこの塔は、建設当初こそ広告や横断幕などを掲示する予定だったが、現在は真っ白な塗装が塗られているだけの構造物になっている。
2010年代に入ってからはスタジアムの老朽化に伴い、新スタジアムへの移転計画が叫ばれるようになって来ている。2020年5月には用地買収案や地元の建築設計事務所によるデザイン案などが公表されたものの、依然として建設計画の公認は進んでいない。

## 開催された主な大会・試合
- 1934 FIFAワールドカップ

| 日付          | ホームチーム | 結果         | アウェーチーム | ラウンド       |
| ------------- | ------------ | ------------ | -------------- | -------------- |
| 1934年5月27日 | ドイツ       | 5-2          | ベルギー       | 1回戦          |
| 1934年5月31日 | スペイン     | 1-1 (延長戦) | イタリア       | 準々決勝       |
| 1934年6月1日  | スペイン     | 0-1          | イタリア       | 準々決勝再試合 |

- 1960年ローマオリンピック

| 日付          | ホームチーム   | 結果 | アウェーチーム | ラウンド  |
| ------------- | -------------- | ---- | -------------- | --------- |
| 1960年8月26日 | フランス       | 2-1  | ペルー         | グループD |
| 1960年8月29日 | ユーゴスラビア | 3-0  | トルコ         | グループA |
| 1960年9月1日  | イタリア       | 3-1  | ブラジル       | グループB |

- UEFA欧州選手権1968

| 日付         | ホームチーム   | 結果 | アウェーチーム | ラウンド |
| ------------ | -------------- | ---- | -------------- | -------- |
| 1968年6月5日 | ユーゴスラビア | 1-0  | イングランド   | 準決勝   |

- 1990 FIFAワールドカップ

| 日付          | ホームチーム   | 結果         | アウェーチーム   | ラウンド  |
| ------------- | -------------- | ------------ | ---------------- | --------- |
| 1990年6月10日 | アメリカ合衆国 | 1-5          | チェコスロバキア | グループA |
| 1990年6月15日 | オーストリア   | 0-1          | チェコスロバキア | グループA |
| 1990年6月19日 | オーストリア   | 2-1          | アメリカ合衆国   | グループA |
| 1990年6月30日 | ユーゴスラビア | 0-0 (2-3 p.) | アルゼンチン     | 準々決勝  |

## ギャラリー

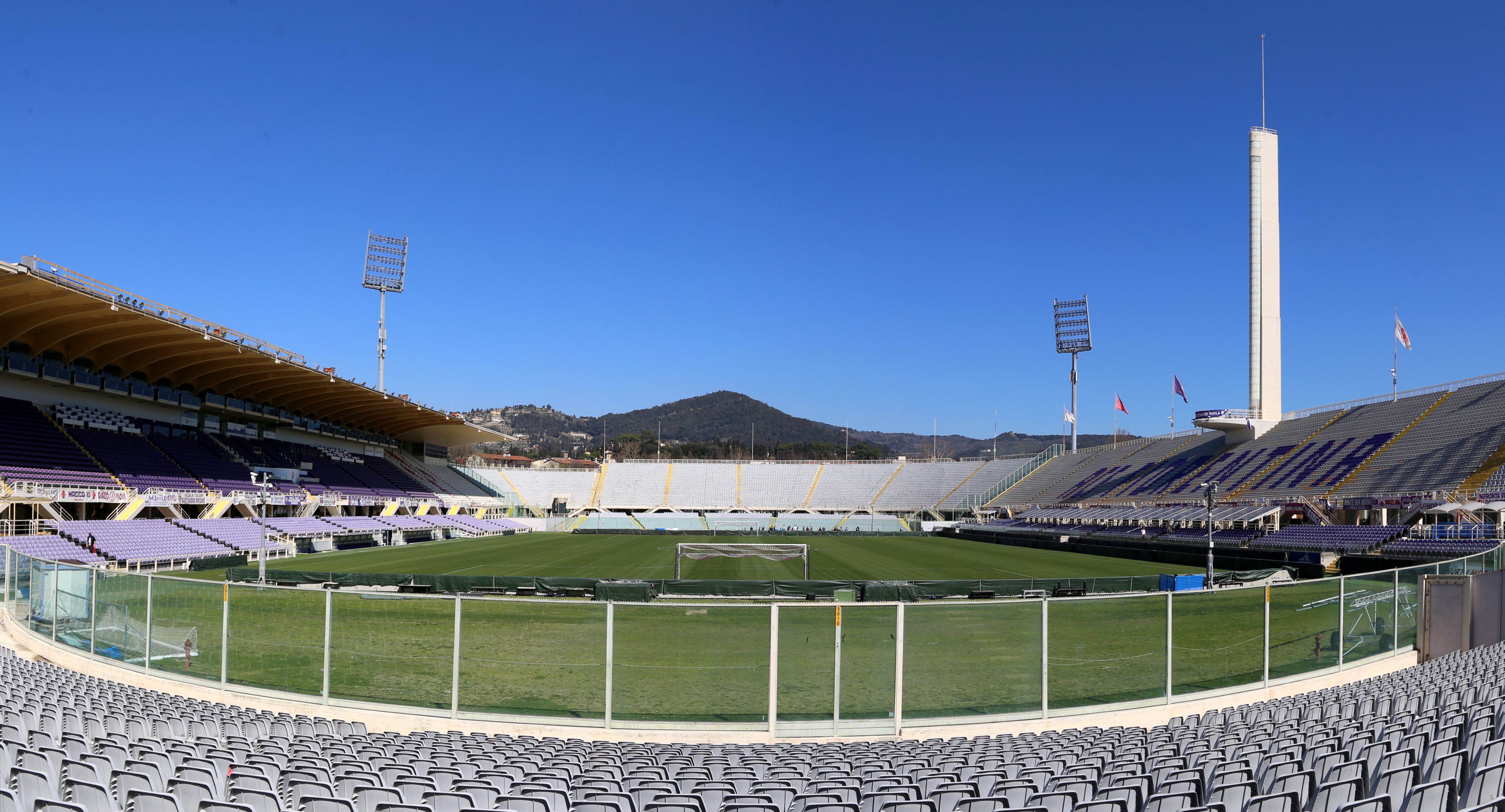
2019年の内観
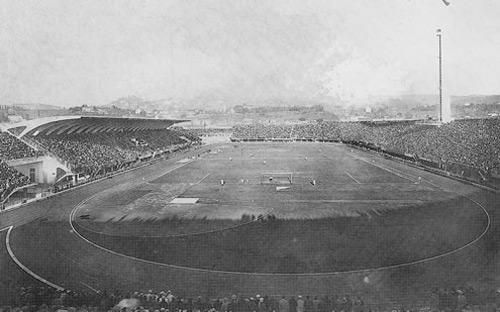
1936年の内観
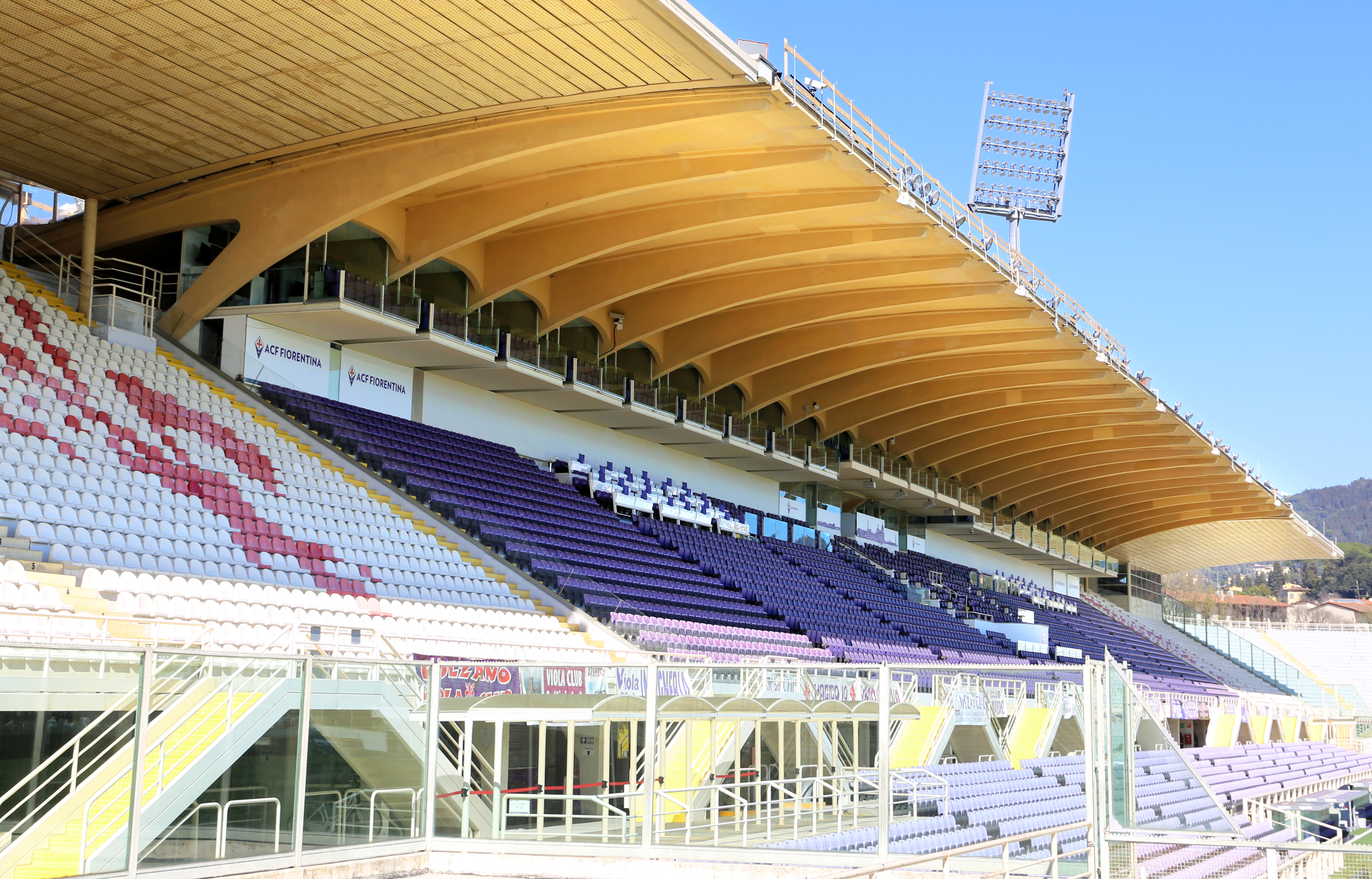
メインスタンド